# Northport (Washington)
Northport ist eine Town im Stevens County im US-Bundesstaat Washington. Das U.S. Census Bureau hat bei der Volkszählung 2020 eine Einwohnerzahl von 297 ermittelt. Das Motto der Stadt lautet „We are good people“ („Wir sind gute Menschen“).

## Geschichte
Northport bekam seinen Namen als nördlichste Station der Spokane Falls and Northern Railway. Es wurde am 1. Juni 1898 offiziell als Gebietskörperschaft anerkannt, doch reicht seine Geschichte bis in die 1880er Jahre zurück als es während des Baus der Canadian Pacific Railway Hafen und Schiffbau-Zentrum für Dampfboote war, die nordwärts bis nach British Columbia verkehrten. In Bezug auf seine Lage an einer Aufweitung des Columbia River, die als Little Dalles bekannt ist (mit ihren Stromschnellen und Engstellen stellt sie eine Barriere für die Schifffahrt dar) war das auch ein alternativer Name für Northport selbst.

## Geographie
Nach dem United States Census Bureau hat die Stadt eine Gesamtfläche von 1,5 km², worunter keine Wasserflächen sind.

### Klima
Die Klima-Region hat typischerweise große saisonale Temperaturunterschiede mit warmen bis heißen (und oft feuchten) Sommern und kalten (teilweise extrem kalten) Wintern. Nach der Klimaklassifikation nach Köppen und Geiger hat Northport ein feuchtes Kontinentalklima (abgekürzt „Dfb“).
|                        | Jan    | Feb    | Mär    | Apr    | Mai   | Jun   | Jul   | Aug   | Sep   | Okt    | Nov    | Dez    |   |        |
| Mittl. Temperatur (°C) | −3,64  | −0,89  | 4,06   | 9,28   | 13,83 | 17,36 | 20,75 | 19,89 | 15,14 | 8,44   | 1,94   | −2,11  | ⌀ | 8,7    |
| Mittl. Tagesmax. (°C)  | 13,89  | 15,56  | 24,44  | 33,33  | 38,89 | 41,67 | 43,33 | 42,78 | 40,56 | 30,56  | 20,56  | 14,44  | ⌀ | 30,1   |
| Mittl. Tagesmin. (°C)  | −35,56 | −32,78 | −23,89 | −11,11 | −6,67 | −3,33 | −1,11 | −3,33 | −8,33 | −14,44 | −23,89 | −33,33 | ⌀ | −16,4  |
|                        |        |        |        |        |       |       |       |       |       |        |        |        |   |        |
| Niederschlag (mm)      | 52,32  | 35,31  | 35,81  | 35,05  | 45,72 | 53,09 | 26,92 | 26,16 | 29,21 | 38,61  | 54,36  | 60,45  | Σ | 493,01 |
|                        |        |        |        |        |       |       |       |       |       |        |        |        |   |        |
| Regentage (d)          | 12     | 9      | 9      | 8      | 10    | 10    | 5     | 5     | 6     | 9      | 12     | 12     | Σ | 107    |

| −35,56 |

| −32,78 |

| −23,89 |

| −11,11 |

| −6,67 |

| −3,33 |

| −1,11 |

| −3,33 |

| −8,33 |

| −14,44 |

| −23,89 |

| −33,33 |

| −35,56 |

| −32,78 |

| −23,89 |

| −11,11 |

| −6,67 |

| −3,33 |

| −1,11 |

| −3,33 |

| −8,33 |

| −14,44 |

| −23,89 |

| −33,33 |

## Demographie
| Jahr | Einwohner¹ |
| ---- | ---------- |
| 1900 | 787        |
| 1910 | 476        |
| 1920 | 906        |
| 1930 | 391        |
| 1940 | 427        |
| 1950 | 487        |
| 1960 | 482        |
| 1970 | 423        |
| 1980 | 368        |
| 1990 | 308        |
| 2000 | 336        |
| 2010 | 295        |
| 2020 | 297        |

¹ 1900–2020: Volkszählungsergebnisse

### Census 2000
Nach der Volkszählung von 2000 gab es in Northport 336 Einwohner, 151 Haushalte und 83 Familien. Die Bevölkerungsdichte betrug 227,6 pro km². Es gab 179 Wohneinheiten bei einer mittleren Dichte von 121,2 pro km².
Die Bevölkerung bestand zu 94,94 % aus Weißen, zu 0,6 % aus Indianern, zu 0,6 % aus Asiaten, zu 0,3 % aus Pazifik-Insulanern, zu 0,3 % aus anderen „Rassen“ und zu 3,27 % aus zwei oder mehr „Rassen“. Hispanics oder Latinos „jeglicher Rasse“ bildeten 5,36 % der Bevölkerung.
Von den 151 Haushalten beherbergten 22,5 % Kinder unter 18 Jahren, 47 % wurden von zusammen lebenden verheirateten Paaren, 5,3 % von alleinerziehenden Müttern geführt; 44,4 % waren Nicht-Familien. 36,4 % der Haushalte waren Singles und 12,6 % waren alleinstehende über 65-jährige Personen. Die durchschnittliche Haushaltsgröße betrug 2,23 und die durchschnittliche Familiengröße 3,01 Personen.
Der Median des Alters in der Stadt betrug 43 Jahre. 25 % der Einwohner waren unter 18, 5,7 % zwischen 18 und 24, 22 % zwischen 25 und 44, 30,1 % zwischen 45 und 64 und 17,3 65 Jahre oder älter. Auf 100 Frauen kamen 100 Männer, bei den über 18-Jährigen waren es 95,3 Männer auf 100 Frauen.
Alle Angaben zum mittleren Einkommen beziehen sich auf den Median. Das mittlere Haushaltseinkommen betrug 21.719 US$, in den Familien waren es 26.875 US$. Männer hatten ein mittleres Einkommen von 28.929 US$ gegenüber 16.000 US$ bei Frauen. Das Pro-Kopf-Einkommen betrug 11.679 US$. Etwa 15,9 % der Familien und 27,7 % der Gesamtbevölkerung lebte unterhalb der Armutsgrenze; das betraf 38,5 % der unter 18-Jährigen und 17,4 % der über 65-Jährigen.

### Census 2010
Nach der Volkszählung von 2010 gab es in Northport 295 Einwohner, 139 Haushalte und 76 Familien. Die Bevölkerungsdichte betrug 196,4 pro km². Es gab 168 Wohneinheiten bei einer mittleren Dichte von 111,9 pro km².
Die Bevölkerung bestand zu 94,2 % aus Weißen, zu 0,3 % aus Afroamerikanern, zu 1,7 % aus Indianern, zu 0,7 % aus Asiaten, zu 0 % aus Pazifik-Insulanern, zu 1 % aus anderen „Rassen“ und zu 2 % aus zwei oder mehr „Rassen“. Hispanics oder Latinos „jeglicher Rasse“ bildeten 4,1 % der Bevölkerung.
Von den 139 Haushalten beherbergten 24,5 % Kinder unter 18 Jahren, 38,1 % wurden von zusammen lebenden verheirateten Paaren, 11,5 % von alleinerziehenden Müttern und 5 % von alleinstehenden Vätern geführt; 45,3 % waren Nicht-Familien. 38,1 % der Haushalte waren Singles und 14,4 % waren alleinstehende über 65-jährige Personen. Die durchschnittliche Haushaltsgröße betrug 2,12 und die durchschnittliche Familiengröße 2,75 Personen.
Der Median des Alters in der Stadt betrug 48,5 Jahre. 21 % der Einwohner waren unter 18, 6,5 % zwischen 18 und 24, 18,3 % zwischen 25 und 44, 35,9 % zwischen 45 und 64 und 18,3 65 Jahre oder älter. Von den Einwohnern waren 50,2 % Männer und 49,8 % Frauen.

## Jannis Kamin
Peter Janni wurde 1874 in Italien geboren und kam als Eisenbahnarbeiter nach Amerika. Er landete schließlich in Northport und kaufte 1923 einen Kalksteinbruch südlich von Northport. Janni versandte den Kalkstein aus dem Bruch nach ganz Washington. Der Steinbruch lag im Zentrum der mit Tetraedrit mineralisierten Zone im nördlichen Stevens County. Erzvorkommen in dem Bereich kommen in „Drusen“ oder „Kaminen“ vor, normalerweise in Gängen mit Bleierz mit einem hohen Silber-Anteil. 1953 entdeckten Jannis Mitarbeiter auf der zweiten Ebene des Steinbruchs einen Blei-Kamin mit Silber mit den Ausmaßen 1,8 m × 1,5 m (6 ft × 5 ft). Diesem folgten sie in die Tiefe und verschickten nahezu 40 Tonnen hochwertigen Bleierzes an die CM&S Company, wo sie weiter angereichert wurden. Nach Grabungen von 4,5 Metern (15 ft) in die Tiefe sagte Janni „deckt das verdammte Ding ab“. Jannis Männer plädierten dafür, dem Kamin weiter zu folgen, doch Janni wies die Einwände mit den Worten „vielleicht graben wir ihn eines Tages wieder auf“ zurück. Warum er den Kamin aufgegeben hatte, bleibt ein Rätsel. Nach Auskunft einiger älterer Einwohner von Northport gibt es den Kamin immer noch, begraben unter Tonnen von Kalkstein auf der zweiten Ebene.